# رشیده طلیب
رشیده حربی طلیب (انگلیسی: Rashida Tlaib؛ زادهٔ ۲۴ ژوئیهٔ ۱۹۷۶) سیاست‌مدار و وکیل اهل ایالات متحده آمریکا است. او عضو حزب دموکرات و عضو سابق مجلس نمایندگان میشیگان است. او با انتخابش به عنوان نماینده مجلس نمایندگان میشیگان در ۲۰۰۹، اولین زن مسلمان این مجلس و همین‌طور اولین زن مسلمانی بود که به مجالس ایالتی کل آمریکا راه می‌یافت. او در سال ۲۰۱۸ برای پیوستن به مجلس نمایندگان ایالات متحده آمریکا از سوی حزب دموکرات و برای نشست بر کرسی حوزه انتخابیه سیزدهم میشیگان نامزد شد و در انتخابات عمومی، به همراه ایلهان عمر اولین زنان مسلمانی شدند که به این مجلس راه یافتند. او همین‌طور اولین زن آمریکایی-فلسطینی است که به این مجلس راه می‌یابد. او عضو حزب سوسیال دموکرات آمریکا نیز هست.

## زندگی‌نامه
طلیب فرزند ارشد در میان ۱۴ خواهر و برادر خود بود و در ۲۴ ژوئیه سال ۱۹۷۶ در خانواده کارگر مهاجر فلسطینی در دیترویت متولد شد، مادرش در بیت ار ال فوکا، نزدیک شهر رام‌الله در کرانه باختری رود اردن به دنیا آمد و پدرش در بیت حنینا، حومه اورشلیم متولد شد. او ابتدا به نیکاراگوئه رفت و سپس از آنجا به دیترویت رفت و در آنجا در خط مونتاژ شرکت فورد موتور کار می‌کرد. او در سال ۱۹۹۴ از دبیرستان فارغ‌التحصیل شد و در دانشگاه ایالتی وین تحصیل کرد و در سال ۱۹۹۸ مدرک کارشناسی خود را در علوم سیاسی دریافت کرد. او در سال ۲۰۰۴، مدرک حقوق خود را از دانشکده حقوق توماس کولی در سال ۲۰۰۴ دریافت کرد.